# Affaires municipales Alberta
Affaires municipales Alberta (anglais : Alberta Municipal Affairs) est un ministère du Conseil exécutif de l'Alberta. Ses responsabilités principales comprennent l'assistance aux municipalités pour former leur gouvernement local, l'administration d'un système de sécurité pour la construction et l'entretien des bâtiments et de l'équipement, ainsi que la gestion des réseaux de comités des systèmes municipaux et des bibliothèques d'Alberta.
En octobre 2011, Doug Griffiths succéda à Hector Goudreau au poste de Ministre pour les Affaires municipales.

## Histoire
Le ministère des Affaires municipales a été créé le 20 décembre 1911, suivant l'exemple de la province de Saskatchewan, dans le but de mettre en œuvre la nouvelle législation municipale en ce qui concerne l'incorporation des villes, des villages, des districts municipaux, des districts d'amélioration et des cités.
Des lois adoptées en 1968, comme la Municipal Government Act et la Local Authorities Election Act, ont encore amélioré et consolidé les prestations de l'administration locale dans la province.
Le 15 décembre 2006, le nouveau ministère des Affaires municipales et du Logement est créé à partir de lui des Affaires municipales et de celui des Aînés et du soutien communautaire. Les bibliothèques, le secteur communautaire et bénévole, auparavant sous l'autorité du Développement communautaire de l'Alberta, ont été fusionnés dans le nouveau ministère.
Le 12 mars 2008, le premier ministre Ed Stelmach supprime les Affaires municipales et du Logement pour restaurer le ministère des Affaires municipales en déplaçant les responsabilités du logement et du secteur bénévole respectivement aux nouveaux ministères du Logement et des Affaires urbaines et celui de la Culture et de l'Esprit communautaire.

## Structure du ministère
Le Ministère des Affaires municipales de l'Alberta comprend les « services publics locaux » et la « sécurité publique ». 
Les services publics locaux apportent un soutien, des conseils et de l'aide aux municipalités urbaines, rurales et spécialisées de l'Alberta.
La mission de la sécurité publique comprend la sécurité des bâtiments, des équipements et des installations et les interventions d'urgence, régis par la loi sur les Codes de la sécurité.
Le « Conseil d'administration municipale » est un tribunal provincial de l'Alberta. Il est établi en vertu de la Municipal Government Act. Le Conseil d'administration municipale a compétence pour entendre les appels relatifs aux décisions sur les lotissements impliquant un intérêt provincial, aux évaluations foncières linéaires, aux conflits intercommunaux, aux annexions municipales, et autres sujets.